# Ping’an (sockenhuvudort i Kina, Heilongjiang Sheng, lat 44,21, long 129,29)
Ping'an (kinesiska: 平安, 平安乡) är en sockenhuvudort i Kina. Den ligger i provinsen Heilongjiang, i den nordöstra delen av landet, omkring 270 kilometer sydost om provinshuvudstaden Harbin. Antalet invånare är 18 786. Befolkningen består av 9 317 kvinnor och 9 469 män. Barn under 15 år utgör 14,0 %, vuxna 15-64 år 78 %, och äldre över 65 år 6,0 %.
Runt Ping'an är det ganska tätbefolkat, med 56 invånare per kvadratkilometer. Närmaste större samhälle är Dongjingcheng, 12,4 km sydväst om Ping'an. Trakten runt Ping'an består till största delen av jordbruksmark.
Genomsnittlig årsnederbörd är 877 millimeter. Den regnigaste månaden är juli, med i genomsnitt 201 mm nederbörd, och den torraste är januari, med 5 mm nederbörd.